# FK Zemun
Der FK Zemun (serbisch-kyrillisch ФК Земун) ist ein serbischer Fußballklub aus dem Belgrader Stadtbezirk Zemun.

## Geschichte
Gegründet wurde der Klub 1946 als Jedinstvo Zemun. 1969 wurden die beiden Klubs Sremac Zemun und Sparta Zemun im Galenika Zemun zusammengeführt. 1986 wurde der Klub in FK Zemun umbenannt. Gespielt wird im Gradski stadion Zemun, das etwa 10.000 Zuschauern Platz bietet. Der Klub spielte in der Saison 2006/07 in der Super liga und stieg als Tabellenletzter direkt in die Prva liga ab. 2011 folgte dann der Abstieg in die drittklassige Srpska liga Beograd. 2015 gelang mit dem Meisterschaftssieg die Rückkehr in die 2. Liga.

## Stadion
Das Gradski stadion Zemun („Städtisches Stadion Zemun“) ist das am 29. September 1962 erbaute Heimstadion des Vereins, dessen Kapazität 10.000 Plätze beträgt.